# Scopula macronephes
Scopula macronephes là một loài bướm đêm trong họ Geometridae.